# 페르세폴리스 (순양함)
페르세폴리스(페르시아어: پرسپولیس)는 현대 이란 해군의 시초가 되는 '페르시아 숭고국(카자르 제국) 해군'에 소속된 순양함으로, 1884년 독일 제국(現 독일 연방공화국)의 AG Weser에 의해 건조되었고 1885년 이란에 취역하였다. 모항은 호람샤르이며, 호람샤르는 2021년 현재까지도 이란 영토 안에 있다. 1925년 카자르 왕조 시대가 끝나고 팔라비 왕조 시대가 열리면서 이 순양함은 제적되었고, 1936년에 스크랩 처리되었다.